# مقاطعة مريشكار
مقاطعة مريشكار هي مقاطعة في ولاية قشقداريا في أوزبكستان، ومركزها مدينة يانغي مريشكار.